# Arrondissement de Schubin
L'arrondissement de Schubin existe de 1818 à 1920 dans le district de Bromberg dans la province prussienne de Posnanie. Le siège de l'administration de l'arrondissement est la ville de Schubin. Le territoire de l'arrondissement est situé au nord de la province de Posnanie, au sud-ouest de Bromberg, et appartient aujourd'hui aux powiats polonais de Piła et Żnin dans la voïvodie de Couïavie-Poméranie.

## Histoire
Avec le premier partage de la Pologne en 1772, le territoire autour de la ville de Schubin est rattachée à la Prusse. Il appartient initialement aux arrondissements de Bromberg (de) et Kamin (de) dans le district de la Netze, qui appartiennent à la province de Prusse-Occidentale depuis 1775. Grâce à la paix de Tilsit entre la France de Napoléon, la Prusse et la Russie, la région devient une partie du nouveau duché de Varsovie. Conformément aux accords du Congrès de Vienne, le royaume de Prusse récupère la totalité de l'ancien district de la Netze le 15 mai 1815. Le territoire autour de Schubin devient une partie du district de Bromberg de la province de Posnanie. Dans le cadre d'une réforme du district de Bromberg, le nouveau arrondissement de Schubin est formé le 1er janvier 1818 à partir de parties des arrondissements de Bromberg, Inowrazlaw (de), Wirsitz et Wongrowitz. Plus précisément, l'arrondissement de Schubin comprend les villes de Bartschin, Exin, Gonsawa, Labischin, Rynarschewo, Schubin et Znin, le bureau du domaine de Znin et un grand nombre de domaines nobles. La ville de Schubin devient le siège du bureau de l'arrondissement
En tant que partie de la province de Posnanie, l'arrondissement devient partie intégrante du nouvel Empire allemand, tandis que les représentants polonais au nouveau Reichstag le 1er avril 1871.
Lors de la réforme des arrondissements de Posnanie du 1er octobre 1887, la partie sud de l'arrondissement de Schubin avec les villes de Gonsawa et Znin est séparée et devient une partie du nouveau arrondissement de Znin
Le 27 décembre 1918, le soulèvement de la majorité polonaise contre la domination allemande commence dans la province de Posnanie et, à l'exception d'une étroite bande nord le long de la Netze, la région passe sous contrôle polonais en quelques jours. Le 16 février 1919, un armistice met fin aux combats germano-polonais et le 28 juin 1919, le gouvernement allemand cède officiellement l'arrondissement de Schubin à la Pologne nouvellement fondée avec la signature du traité de Versailles. L'Allemagne et la Pologne concluent le 25 novembre 1919 un accord sur l'évacuation et la remise des territoires à céder, qui est ratifié le 10 janvier 1920. L'évacuation du territoire restant sous contrôle allemand le long du Netze, avec sa remise à la Pologne, a lieu entre le 17 janvier et le 4 février 1920.

## Évolution de la démographie
| Année | Habitants | Source |
| ----- | --------- | ------ |
| 1818  | 24 249    | [ 6 ]  |
| 1846  | 49 389    | [ 7 ]  |
| 1871  | 57 404    | [ 8 ]  |
| 1890  | 44 360    | [ 9 ]  |
| 1900  | 45 176    | [ 9 ]  |
| 1910  | 48 303    | [ 9 ]  |

Sur les 44 360 habitants en 1890, environ 54 % sont des Polonais, 43 % des Allemands et 3 % des Juifs. Une partie des habitants allemands quitte la région après 1919.

## Politique

### Administrateurs de l'arrondissement
- 1818–183600von Kloczkiewicz
- 1836–184600Adolph Friedrich von Wernich (de)
- 1846–184900Franz Eugen Hermann Reichert
- 1849–185000Ernst Kägler[10]
- 1850–185700Hermann Ludwig Alexander Lawrentz
- 1857–187100Otto Rochlitz (de)
- 18710000000Friedrich
- 1871–188300Richard Werner Kleffel
- 1883–188800Hermann von Chappuis (de)
- 1889–189100Gustav von Eisenhart-Rothe (de)
- 18910000000Johann von Eisenhart-Rothe
- 1891–190300Konrad Heinrich von Rittberg
- 19030000000Werner von Bülow
- 1903–191400Wilhelm Wolff (de)
- 19140000000Carl von Peistel (de)
- 1915–191900Ludwig Schede (de)

### Élections
Dans l'Empire allemand, l'arrondissement de Schubin dans les limites de 1871 appartient, avec l'arrondissement de Wirsitz, à la 2e circonscription du district de Bromberg au Reichstag. En raison de la composition ethnique de l'électorat, la circonscription est disputée entre des candidats allemands et polonais à toutes les élections du Reichstag. Les vainqueurs respectifs ne l'emportent toujours qu'avec une faible majorité.

### Structure administrative
Jusqu'en 1887, l'arrondissement de Schubin compte sept villes, et les communes et les districts de domaine sont regroupés en six districts de police. Après la réduction de la superficie de l'arrondissement, l'arrondissement est divisé en cinq villes et cinq districts de police.

## Villes et communes
Avant la Première Guerre mondiale, l'arrondissement de Schubin comprend les villes et communes suivantes :
| - Alexandrowo - Alt Lachowo - Am Kanal - Annadorf - Armheide - Arnoldowo - Augustowo - Bärenbruch - Bartschin, ville - Birken - Blumenthal - Breitenstein - Buschkau - Cienszkowo - Dembogora Abbau (de) - Dembogora Hauland (de) - Dobieszewo - Dobischau - Dombrowko - Drogoslaw - Eichenhain - Elisewo - Exin, ville - Fließhain - Florentowo - Friedberg - Friedenthal - Friedrichsdorf - Friedrichsgrün - Gadka - Glemboczek | - Gombin - Gromaden - Groß Beerenbruch - Groß Salzdorf - Grünau - Grünhagen - Grünthal - Gurkingen - Hallkirch - Isabella - Iwno - Jablowko - Jakturke - Jankowo - Jezewo Hauland - Joachimsdorf - Josephkowo - Jungfernwerder - Kania - Karlsfelde - Karolinowo - Kazmierzewo - Kirschdorf - Klein Salzdorf - Klotyldowo - Knieja - Kobylarnia - Königsrode - Koraczewko - Kornelino - Kowalewko | - Krolikowo - Krotoschin - Labischin, ville - Lankowitz - Lankowitz Abbau - Laskownica - Ludwikowo - Lustgarten - Malitz - Mamlitz - Mamlitz Hauland - Miaskowo - Michalinka - Mieczkowo - Mlodocin - Mycielewo - Neu Dombie - Neu Smolno - Neudorf - Neukirchen - Neuwelt - Obielewo - Oburznia - Olempino - Oleszno Abbau - Ostatkowo - Ostatkowo Riege - Palmierowo - Paulina - Piardowo - Pietrowo | - Polentowo - Pturke - Rensdorf - Rostrzembowo - Ruden - Rynarschewo (de), ville - Rzemieniewice - Salesche - Schmalbach - Schönmädel - Schottland - Schubin, ville - Skorzewo - Slupowo Abbau - Smogulsdorf Abbau - Szaradowo - Veronika - Walownica - Wilkowo - Wladislawo - Wolitz - Wolwark - Wonsosz - Woyciechowo - Wunschheim - Zablocie - Zalachowo - Zendowo - Ziegelei - Zlotowo - Zweidorf |

L'arrondissement, qui a en 1910 une superficie de 917 km², comprend également de nombreux quartiers seigneuriaux. À partir de 1888, plusieurs noms de lieux sont germanisés :
- Buschkowo → Buschkau (1888)
- Cienszkowo → Zinsdorf (1903/08)
- Josephkowo → Bergheim (1905)
- Kobylarnia → Eichdorf (1903)
- Kowalewko → Schmiedeberg (1904)
- Piardowo → Welldorf (1903/08)
- Pietrowo → Paulstal (1905)
- Rostrzembowo → Rostau (1905)
- Rynarschewo → Netzwalde (1907)
- Sipiory → Neukirchen (1894)
- Skorzewo → Grünheim (1904)
- Walownica → Netzheim (1904)
- Wladislawo → Mittendorf (1903/08)
- Wąsosz → Wonsosch (1901)
- Woyciechowo → Georgental (1905)

## Personnalités liées à la ville
- Friedrich-Wilhelm von Chappuis (1886-1942), général né à Schubin.